# Mágikus gomb
A mágikus gomb a grafikus felhasználói felületek gyakori antimintája.
Az antiminta elkülöníti egymástól a felhasználói interfészt és az üzleti logikát. Ezek csak egy ponton érintkeznek: egy gombnál, ami elküldi a tartalmat.
Egypontos interfészként a mágikus gomb megvalósítása bonyolult. További probléma, hogy a felhasználói felületen végzett interakciók nem követhetnek olyan akciókat, amelyek az üzleti logikában mennek végbe. Különböző, össze nem tartozó funkciók kerülnek egy helyre, mivel nincs olyan szerkezet, ami befogadná őket.

## Hátrányai
Habár a programozó számára érthető a logika, a felhasználók számára bosszantó az a felület, ami ez alapján készült. Mivel az üzleti logika elérhetetlen az adatok elküldése előtt, a felület kitöltése olyan, mintha papír alapú kérdőívet töltenének ki. A mezők tartalmát nem lehet ellenőrizni, nem lehet szűréseket végezni a már kitöltött mezők alapján, nem állnak rendelkezésre a lehetséges érvényes válaszok lenyíló menü formában, nem segíti súgó a kitöltést, nem kapnak figyelmeztetést az érvénytelen adatokról, és ami a legrosszabb, ha van közte érvénytelen adat vagy kimaradt kötelező mező, a hibásan kitöltött felület elküldés után üresen töltődik vissza. Még ha ez utóbbi probléma nem is fordul elő, a felhasználók számára frusztráló lehet visszatérni egy olyan mezőre, amiről úgy gondolták, hogy helyesen volt kitöltve.
A felhasználók nem tekinthetők a felület gyakori használóinak, és gyakran hibásan töltik ki. Az Internet elterjedésével már nem olyan alkalmazottakra kell számítani, 
akiknek az a munkájuk, hogy sok ember adatait vigyék be a rendszerbe ugyanannak a kérdőívnek a kitöltésével. Ha egy fejlesztő jól tudja használni, az még nem jelenti azt, hogy a rendszert nem ismerő felhasználók is fogják tudni.
A megvalósításban a mágikus gomb jelzi a következő problémákat: a korai szakaszban gyenge volt a tervezési folyamat ellenőrzése, és a projekt befejezése fontosabb, mint a felhasználói élmény. A mágikus gomb azért is vonzó, mert kevés felhasználói modult igényel, és kapcsolataik is egyszerűek. Ez a nézőpont elrejti a modulok belső bonyolultságát, és a költséghez képest túlzottan leértékeli az interfészt.

## Alternatíva
A mágikus gomb alternatívájának lehetővé kell tennie, hogy a kérdőív a kitöltés közben is reagáljon a felhasználó által adott válaszokra, és ellenőrizze őket. Ez megvalósítható eseményvezérelt interfésszel, ami reagál egy-egy mező kitöltésére, a mező melletti gomb lenyomására, lenyíló lista kinyitására, és a többire. A kérdőív egyes részei a már megadott adatok alapján eltűnhetnek, kiszürkülhetnek, vagy éppen ellenkezőleg, megjelenhetnek. Ha az adatok kitöltésének sorrendje kötött, akkor a kurzor a következő helyre ugorhat. A javításra szoruló mezőket kiemeli a program.
A megvalósítás sorrendje: először a felületet kell megadni, és utána lehet megírni az üzleti logikát az automatikusan generált metódusokhoz. 

## Példa
Az alábbi példa a mágikus gomb tipikus megvalósítása Borland Delphiben:
```
procedure
 
TForm1
.
Button1Click
(
Sender
:
 
TObject
)
;

var

  
reg
:
 
TRegistry
;

begin

  
reg
 
:=
 
TRegistry
.
Create
;

  
try

    
reg
.
RootKey
 
:=
 
HKey_Current_User
;

    
if
 
reg
.
OpenKey
(
'\Software\MyCompany'
,
 
true
)
 
then

    
begin

      
reg
.
WriteString
(
'Filename'
,
 
Edit1
.
Text
)
;

    
end
;

  
finally

    
reg
.
Free
;

  
end
;

end
;

```

Egy javítási lehetőség az üzleti logika kiszervezése egy külön osztályba:
```
type

  
TPreferences
 
=
 
class

  
private

    
FFilename
:
 
String
;

    
procedure
 
SetFilename
(
const
 
Value
:
 
String
)
;

  
public

    
property
 
Filename
:
 
String
 
read
 
FFilename
 
write
 
SetFilename
;

    
procedure
 
Load
;

    
procedure
 
Save
;

  
end
;

```

és ezt az osztályt meghívni a Click kezelőből:
```
procedure
 
TForm1
.
Button1Click
(
Sender
:
 
TObject
)
;

begin

  
Preferences
.
Save
;

end
;

procedure
 
TForm1
.
Edit1Change
(
Sender
:
 
TObject
)
;

begin

  
Preferences
.
Filename
 
:=
 
Edit1
.
Text
;

end
;

```

## Fordítás
Ez a szócikk részben vagy egészben  a   Magic pushbutton című angol Wikipédia-szócikk fordításán alapul.  Az eredeti cikk szerkesztőit annak laptörténete sorolja fel. Ez a jelzés csupán a megfogalmazás eredetét és a szerzői jogokat jelzi, nem szolgál a cikkben szereplő információk forrásmegjelöléseként.